# Estación de Arbide
Arbide es un apeadero ferroviario situado en el municipio español de Arrancudiaga en la provincia de Vizcaya, comunidad autónoma del País Vasco. Forma parte de la línea C-3 de Cercanías Bilbao operada por Renfe.

## Situación ferroviaria
La estación se encuentra en el punto kilométrico 232,1 de la línea férrea de Castejón a Bilbao por Logroño y Miranda de Ebro a 102 metros de altitud.

## La estación
Aunque ubicada en el tramo Bilbao-Orduña de la línea férrea que pretendía unir Castejón con Bilbao inaugurado el 1 de marzo de 1863, no se dispuso de ninguna estación en la zona. Su creación fue posterior sin que exista constancia de la fecha en la que tuvo lugar.
Se sitúa entre el río Nervión y la autopista vasco-aragonesa. Sus sencillas instalaciones se limitan a dos andenes laterales dotados de pequeñas marquesinas a los que acceden dos vías. 

## Servicios ferroviarios

### Cercanías
Los trenes de la línea C-3 de la red de Cercanías Bilbao que opera Renfe tienen parada en la estación. En total unos 25 trenes diarios entre semana dan servicio a la misma. La frecuencia se reduce a 15 trenes diarios durante el fin de semana. Los trenes CIVIS de la línea no se detienen en la estación.
| procedencia/destino | < estación   | Línea | estación > | destino/procedencia |
| ------------------- | ------------ | ----- | ---------- | ------------------- |
| Bilbao Abando       | Arrancudiaga |       | Aracaldo   | Orduña              |